# لیخوشلتسه
لیخوشلتسه (به لاتین: Lichosielce) یک روستا در لهستان است که در گمینا لیپسک واقع شده‌است.